# サンスター 文化の泉 ラジオで語る昭和の文化
『サンスター 文化の泉 ラジオで語る昭和の文化』（サンスター ぶんかのいずみ ラジオでかたるしょうわのぶんか）は、TBSラジオをキーステーションにJRN系列局で放送されたサンスター一社提供のラジオ番組である。

## 概要
毎週、ゲストと共に「昭和」をテーマにしたトークを展開し、テーマに合わせた音楽を紹介する番組である。
「文化の泉」の名称は、2012年10月から2016年3月にいわき市民コミュニティ放送を始め岩手、宮城、福島の9局のコミュニティFMで放送されたサンスター一社提供番組『サンスターpresents 文化の泉 ～シネマアベニュー～』及び近代映画社の雑誌『SCREEN』特別編集で発行された同番組の冊子でも使用されていた。
2020年4月から、タイトルを『サンスター 文化の泉 ラジオで語る昭和のはなし』（サンスター ぶんかのいずみ ラジオでかたるしょうわのはなし）へ変更し、アシスタントも交代した。
2021年3月28日の放送でメインパーソナリティを務めた中村メイコが番組を退き、4月から宮崎美子（女優）がメインパーソナリティを務める。
2023年3月19日の番組内で、3月26日放送を最後に番組の終了が発表された。

## 出演者

### パーソナリティ
- 中村メイコ[4]（2019年4月7日 - 2021年3月28日）
- 宮崎美子（2021年4月4日 - 2023年3月26日）

### アシスタント
- 内藤裕子（2019年4月7日 - 2020年3月30日）[4]
- 石澤典夫（2020年4月6日 - 2023年3月26日）

両名とも元NHKアナウンサー出身。

### サンスター知って得する健康の話
- 多田羅りか（2020年4月6日 - 2021年3月28日）

## ネット局
| 放送対象地域 | 放送局                  | 放送期間       | 放送時間                                | ネット状況 | 備考     |
| ------------ | ----------------------- | -------------- | --------------------------------------- | ---------- | -------- |
| 関東広域圏   | TBSラジオ（TBS） 制作局 | 2019年4月7日 - | 日曜 23:00 - 24:00                      | 同時ネット | ★        |
| 新潟県       | 新潟放送（BSN）         | 2019年4月7日 - | 日曜 23:00 - 24:00                      | 同時ネット |          |
| 山梨県       | 山梨放送（YBS）         | 2019年4月7日 - | 日曜 23:00 - 24:00                      | 同時ネット | ★        |
| 徳島県       | 四国放送（JRT）         | 2019年4月7日 - | 日曜 23:00 - 24:00                      | 同時ネット |          |
| 福岡県       | RKB毎日放送（RKB）      | 2019年4月7日 - | 日曜 23:00 - 24:00                      | 同時ネット | ★        |
| 静岡県       | 静岡放送（SBS）         | 2019年4月7日 - | 日曜 20:00 - 21:00                      | 先行ネット | ★        |
| 石川県       | 北陸放送（MRO）         | 2019年4月7日 - | 日曜 21:00 - 22:00                      | 先行ネット | [ 注 3 ] |
| 北海道       | 北海道放送（HBC）       | 2019年4月7日 - | 日曜 22:00 - 23:00                      | 先行ネット | ★        |
| 宮城県       | 東北放送（TBC）         | 2019年4月7日 - | 日曜 22:00 - 23:00                      | 先行ネット | ★        |
| 長野県       | 信越放送（SBC）         | 2019年4月7日 - | 日曜 22:00 - 23:00                      | 先行ネット | [ 注 3 ] |
| 中京広域圏   | CBCラジオ（CBC）        | 2019年4月7日 - | 日曜 22:00 - 23:00                      | 先行ネット | ★        |
| 近畿広域圏   | 朝日放送ラジオ（ABC）   | 2019年4月7日 - | 日曜 22:00 - 23:00                      | 先行ネット | ★        |
| 岡山県       | RSK山陽放送（RSK）      | 2019年4月7日 - | 日曜 22:00 - 23:00                      | 先行ネット | ★        |
| 沖縄県       | 琉球放送（RBC）         | 2019年4月7日 - | 日曜 22:00 - 23:00                      | 先行ネット |          |
| 広島県       | 中国放送（RCC）         | 2019年4月7日 - | 日曜 24:00 - 25:00 （月曜 0:00 - 1:00） | 1時間遅れ  | ★        |

- 2021年10月31日は第49回衆議院議員総選挙の開票特番のため放送を休止し、TBSラジオでは11月4日（木）22:00 - 23:00に放送枠を移動した。